# Ensemble, c'est tout
Pour les articles homonymes, voir Ensemble, c'est tout (homonymie).
Ne doit pas être confondu avec Ensemble, c'est trop.
Pour plus de détails, voir Fiche technique et Distribution.
Ensemble, c'est tout est un film français réalisé par Claude Berri, sorti en 2007, adapté du roman homonyme d'Anna Gavalda.

## Synopsis
Camille , une jeune fille sensible et discrète, qui gaspille son talent de dessinatrice en faisant le ménage la nuit dans les bureaux pour gagner sa vie, habite dans une modeste chambre de bonne d'un immeuble haussmannien parisien. Dans le même immeuble vit Philibert, un jeune homme issu d'une grande famille française, qui souffre à son grand désespoir de bégaiement, vend des cartes postales et héberge dans son grand appartement hérité de sa grand-mère, Franck, un jeune cuisinier qui trime au boulot, et dont les seules distractions sont les filles, sa moto et les visites à Paulette, sa grand-mère,.
Paulette vit seule avec ses animaux, et, lorsqu'elle se fracture la hanche, tombe et s'évanouit, elle désespère de devoir aller en maison de retraite et panique à l'idée de mourir loin de son jardin et de ses chats.
Un soir, se sentant seule, Camille invite Philibert à diner chez elle. Philibert accepte avec élégance et une amitié naît entre eux. Pourtant un soir Camille tombe malade, et Philibert connaissant la précarité de la chambre de Camille, la recueille, la soigne et insiste pour qu'elle reste habiter avec eux. Paulette va bientôt les rejoindre et ces quatre-là vont devoir apprendre à vivre ensemble et apprendre les uns des autres. Leurs faiblesses respectives deviennent leur force commune. C'est la théorie des dominos, mais à l'envers : au lieu de se faire tomber, ils s'aident à se relever.
Franck, bourru et grand dragueur, culpabilise de laisser sa grand-mère Paulette à la maison de retraite. Il finit par la ramener dans la colocation. Philibert finit par vaincre sa timidité en faisant du théâtre et tombe amoureux. Camille propose de s'occuper de Paulette en tant qu'assistante à domicile. Cahin caha, chacun arrive à trouver sa place dans cette colocation assez originale.

## Fiche technique
- Titre : Ensemble, c'est tout
- Réalisateur : Claude Berri
- Scénario et dialogues : Claude Berri, d'après le roman éponyme d'Anna Gavalda[1],[4], publié en 2004, édition Le Dilettante
- Photo : Agnès Godard
- Montage : François Gédigier
- Musique : Frédéric Botton
- Décors : Laurent Ott, Hoang Thanh At
- Costume : Sylvie Gautrelet
- Production : Nathalie Rheims et Pierre Grunstein
- Sociétés de production : Pathé Renn Productions, Hirsch Productions, TF1 Films Production
- Langue : français
- Pays d'origine :  France
- Genre : comédie dramatique
- Format : couleur - 35 mm - 1,85:1 - système DTS
- Durée : 97 min
- Date de sortie : 21 mars 2007, France
- Musique de film : Générique de début et de fin Ensemble c'est tout; Hard-Fi : Cash Machine; Venus : The Red Room; Vivaldi  : Concerto in G minor RV 323 - Allegro; Hard-Fi : Hard To Beat; Yves Montand : La Bicyclette; Morcheeba : Friction.

## Distribution
- Audrey Tautou : Camille Fauque
- Guillaume Canet : Franck Lestafier
- Laurent Stocker : Philibert Marquet de la Tubelière
- Françoise Bertin : Paulette Lestafier, la grand-mère de Franck
- Sandrine Mazéas : Sandrine
- Alain Sachs : le médecin du travail
- Firmine Richard : Mamadou, la collègue de Camille femme de ménage
- Béatrice Michel : Carine
- Kahena Saighi : Samia
- Hélène Surgère : Yvonne
- Alain Stern : le chef cuisinier
- Halima Guizani : l'infirmière
- Juliette Arnaud : Aurélia
- Danièle Lebrun : la mère de Camille
- Li-Ting Huang : la serveuse
- Madeleine Cofano : la coiffeuse
- Pierre Gérald : Gilbert
- Michel Dubois : le docteur
- Raymond Acquaviva : le professeur de théâtre
- Magalie Madison : la fille déhanchée
- Marie-Christine Vicente : l'infirmière à la maison de retraite
- Philippe Van Eeckhout : l'orthophoniste
- Jacques Ciron : le curé
- Marie-France Mignal : Madame Marquet de la Tubelière, la mère de Philibert
- Bernard Dhéran : Monsieur Marquet de la Tubelière, le père de Philibert
- Nicky Marbot : Sébastien
- Séverine Vincent : Jeanine
- Jean-François Kopf : le père de Sandrine
- Roger Dumas : le patron du « Restaurant des Voyageurs »

## Production

### Choix des interprètes
Le rôle de Franck (tenu par Guillaume Canet) avait d’abord été proposé à Steeve Estatof, mais au moment du tournage du film, il était en plein enregistrement de son 2e album, l’incompatibilité de l’emploi du temps l’a alors obligé de refuser le rôle.

## Distinctions
Césars
- César du meilleur espoir masculin pour Laurent Stocker[2]
- Nomination au César du meilleur acteur dans un second rôle pour Laurent Stocker
- Nomination au César du meilleur scénario adapté pour Claude Berri

Festival du film de Cabourg
- Meilleur acteur pour Guillaume Canet

Prix du cinéma européen
- Nomination à l'Audience Award du meilleur film pour Claude Berri

NRJ Ciné Awards
- NRJ Ciné Award du meilleur acteur français pour Guillaume Canet

## Autour du film
- C'est l'avant-dernière réalisation de Claude Berri[2].